# Florinda Bolkan
Florinda Bolkan   (Uruburetama, 15 de febrer de 1941) és una actriu i model brasilera. La seva extensa carrera es va desenvolupar a Europa, principalment en el cinema italià de la dècada dels 1970 i 1980.

## Biografia
Amb catorze anys va quedar òrfena de pare, el polític José Pedro Soares Bulcão de qui la seva mare la indígena Maria Hosana Bulcão, en va ser la segona esposa. Gràcies als seus coneixements d’idiomes, va començar a treballar com a hostessa en una companyia aèria brasilera. En un dels seus viatges, l'any 1968, va ser descoberta per la comtessa Marina Cicogna, una productora de cinema que la va introduir en el món de la jet-set, portant-la amb ella de vacances a l'illa d'Ischia.

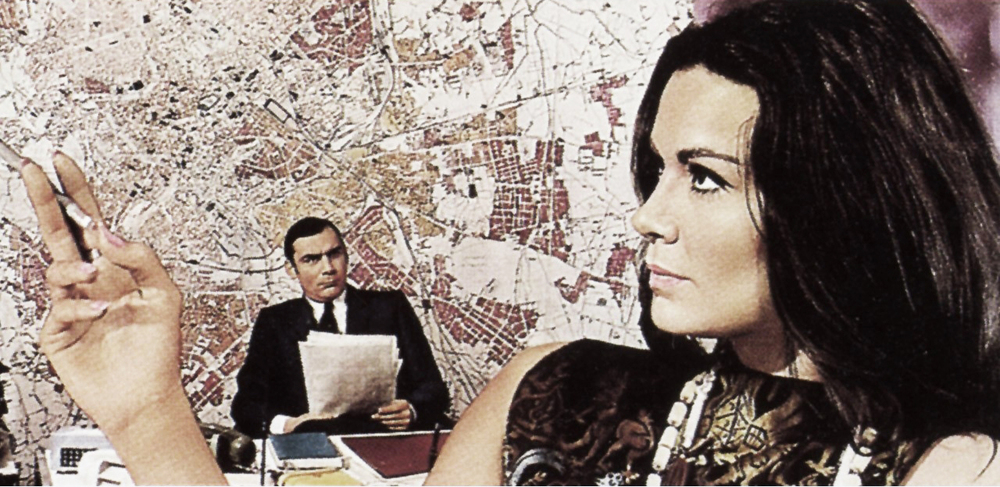
Bolkan a Investigació sobre un ciutadà (1970)

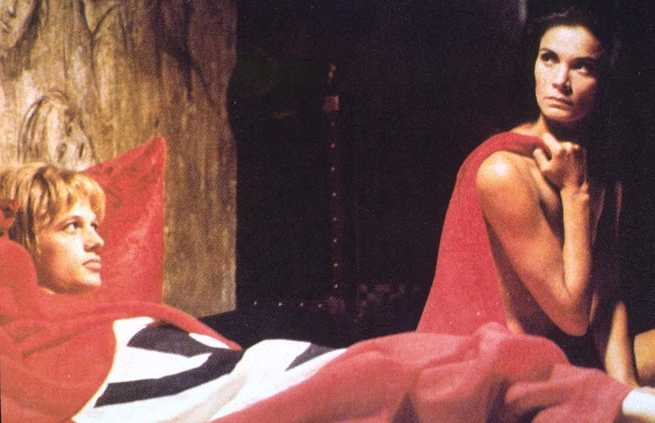
A la pel·lícula Metti, una sera a cena (1969)

Luchino Visconti, cosí de la comtessa, va decidir fer-la entrar en el càsting de La caduta degli dei (1969), alhora que ja havia intervingut en papers menors en altres pel·lícules, una d’elles Candy (1968) amb Charles Aznavour, Marlon Brando i el beatle Ringo Starr. Després de la pel·lícula de Visconti, li van venir els papers principals, com en el cas de Metti una sera a cena (1969) de Giuseppe Patroni Griffi basada en la seva homònima obra teatral. Amb una famosa i suggeridora BSO signada per Ennio Morricone, va intervenir al costat de Jean Louis Trintignant, Tony Musante i Annie Girardot.
La seva bellesa sensual i misteriosa, accentuada, en l'opinió pública, per la seva relació sentimental amb la comtessa Cicogna li va obrir una carrera d'èxit a Itàlia, país on l'actriu es va instal·lar. Va intervenir en pel·lícules entre les quals cal recordar els seus personatges com a perversa amant del policia interpretat per Gian Maria Volonté, a Investigació sobre un ciutadà (1970) d'Elio Petri. Igualment sobresurten els seus papers com a esposa bisexual de l’advocat interpretat per Jean Sorel a Una lucertola con la pelle di donna (1971) i la marginada titllada pels vilatans com a maciara (bruixa) a Non si sevizia un paperino (1972), les dues adscrites dins del gènere giallo i dirigides per Lucio Fulci.
Bolkan va guanyar el premi David di Donatello a la millor actriu protagonista a les pel·lícules Anonimo veneziano (1970) i Cari genitori (1973), dirigides ambdues per Enrico Maria Salerno. A l'any 2000 es va posar darrere les càmeres per dirigir en el seu país de naixement el llargmetratge Eu Não Conhecia Tururu.

## Filmografia

### Cinema
- Candy de Christian Marquand (1968)
- Una ragazza piuttosto complicata de Damiano Damiani (1969)
- Gli intoccabili de Giuliano Montaldo (1969)
- Metti, una sera a cena de Giuseppe Patroni Griffi (1969)
- El lladre de crims de Nadine Trintignant (1969)
- Un detective de Romolo Guerrieri (1969)
- La caduta degli Dei de Luchino Visconti (1969)
- Investigació sobre un ciutadà de Elio Petri (1970)
- Anonimo veneziano de Enrico Maria Salerno (1970)
- The Last Valley de James Clavell (1971)
- Una lucertola con la pelle di donna de Lucio Fulci (1971)
- Una stagione all'inferno de Nelo Risi (1971)
- Le droit d'aimer de Eric Le Hung (1972)
- Non si sevizia un paperino de Lucio Fulci (1972)
- Un uomo da rispettare de Michele Lupo (1972)
- Cari genitori de Enrico Maria Salerno (1973)
- Una breve vacanza de Vittorio De Sica (1973)
- Le mouton enragé de Michel Deville (1974)
- Flavia, la monaca musulmana de Gianfranco Mingozzi (1974)
- Le orme de Luigi Bazzoni (1975)
- Royal Flash de Richard Lester (1975)
- Atentat u Sarajevu de Veljko Bulajić (1975)
- Il comune senso del pudore de Alberto Sordi (1976)
- La settima donna de Francesco Prosperi (1978)
- Manaos de Alberto Vázquez-Figueroa (1979)
- Acqua e sapone de Carlo Verdone (1983)
- La gabbia de Giuseppe Patroni Griffi (1985)
- Some Girls de Michael Hoffman (1988)
- Portaritratto con signora de Adriana Zanese (1989)
- Miliardi de Carlo Vanzina (1991)
- L'ombre du pharaon de Souheil Ben Barka (1996)
- Bela Donna de Fábio Barreto (1998)
- Eu Não Conhecia Tururu de Florinda Bolkan (2000)
- Cattive inclinazioni de Pierfrancesco Campanella (2003)
- Magari de Ginevra Elkann (2019)

### Televisió
- La Piovra (minisèrie) de Damiano Damiani (1984)
- La Piovra 2 (minisèrie) de Florestano Vancini (1985)
- Affari di famiglia de Marcello Fondato (1986)
- La trappola de Carlo Lizzani (1989)
- Missione d'amore de Dino Risi (1992)
- La Piovra 7 (minisèrie) de Luigi Perelli (1995)